# نيت مانيس
نيت مانيس (بالإنجليزية: Nate Maness؛ مواليد 27 يونيو 1991) هو مُقاتل فنون قتالية مختلطة أمريكي.

## وصلات خارجية
- نيت مانيس على موقع يو إف سي (الإنجليزية)
- نيت مانيس على موقع شيردوغ (الإنجليزية)
- نيت مانيس على موقع Tapology.com (الإنجليزية)